# 볼로가세스 5세

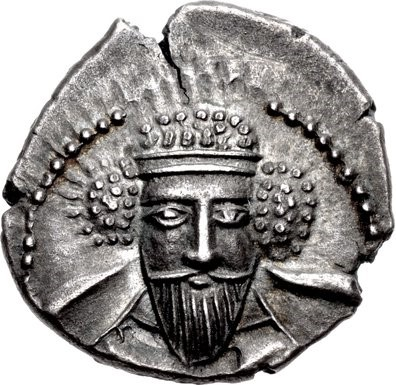

파르티아의 볼로가세스 5세(재위: 191년 ~ 208년)는 파르티아 왕조의 아르메니아 카데트 계열의 구성원인 아르메니아의 볼로가세스 1세의 아들이다.
그럼에도 그는 서열이 높은 가문을 승계하였고 파르티아의 왕좌 위에 볼로가세스 4세(제위, 서기147~191)를 따랐다.
그의 계승은 경쟁이 없었던 것은 아니다. 경쟁자 왕 오스로스 2세(재위 190년)는 볼로가세스 4세가 죽기 전에 이미 메디아에서 즉위하였다. 그러나 볼로가세스 5세는 재빠르게 그를 해임하였다.
볼로가세스 5세는 서기 195년 로마 황제 셉티미우스 세베루스(재위 193~211)의 공격을 받았다.
세베루스는 메소포타미아로 진군하여 니시비스를 점령하였고, 199년 파르티아 수도 크테시폰을 함락하고 많은 파르티아인을 포박하여 그들을 노예로 팔았다. 그는 헛되이 아라비아 요새 아트라의 정복을 시도하였다.
202년에 로마 제국이 전체 메소포타미아의 효과적인 조정으로 평화가 회복되었다.
볼로가세스 5세는 그의 아들 볼로가세스 6세에 의해 계승되었지만 그의 동생 아르타바누스 4세(재위 216년 ~ 224년)가 반란하였고 내전이 발발하였다.
| 전임 볼로가세스 4세 | 제30대 파르티아 왕 191년 - 208년 | 후임 볼로가세스 6세 |